# Feel (Robbie Williams)
Feel is een single van de Britse zanger Robbie Williams. Het is de eerste single van het vijfde studio-album Escapology. Het werd voor Williams zijn eerste nummer 1-hit in Nederland.
Ook in de rest van de wereld werd de single een grote hit, waardoor het de grootste internationale hit voor Williams werd. In de Nederlandse Top 40 stond de plaat twee weken op de eerste plaats, in de Single Top 100 één week.
In de videoclip die bij de single hoort, is Williams in een cowboyachtige levensstijl te zien. Doordat de Amerikaanse actrice Daryl Hannah in de clip te zien is, kreeg de video ook aandacht in de Verenigde Staten. Hierdoor werd het Williams' tweede notering sinds Angels uit 1999 in de Billboard Top 100.

## Tracklist
1. Feel 4:22
2. Come Undone 4:38

| Feel in de Nederlandse Top 40 - binnen 07-12-2002 | Feel in de Nederlandse Top 40 - binnen 07-12-2002 | Feel in de Nederlandse Top 40 - binnen 07-12-2002 | Feel in de Nederlandse Top 40 - binnen 07-12-2002 | Feel in de Nederlandse Top 40 - binnen 07-12-2002 | Feel in de Nederlandse Top 40 - binnen 07-12-2002 | Feel in de Nederlandse Top 40 - binnen 07-12-2002 | Feel in de Nederlandse Top 40 - binnen 07-12-2002 | Feel in de Nederlandse Top 40 - binnen 07-12-2002 | Feel in de Nederlandse Top 40 - binnen 07-12-2002 | Feel in de Nederlandse Top 40 - binnen 07-12-2002 | Feel in de Nederlandse Top 40 - binnen 07-12-2002 | Feel in de Nederlandse Top 40 - binnen 07-12-2002 | Feel in de Nederlandse Top 40 - binnen 07-12-2002 | Feel in de Nederlandse Top 40 - binnen 07-12-2002 | Feel in de Nederlandse Top 40 - binnen 07-12-2002 | Feel in de Nederlandse Top 40 - binnen 07-12-2002 | Feel in de Nederlandse Top 40 - binnen 07-12-2002 | Feel in de Nederlandse Top 40 - binnen 07-12-2002 | Feel in de Nederlandse Top 40 - binnen 07-12-2002 | Feel in de Nederlandse Top 40 - binnen 07-12-2002 | Feel in de Nederlandse Top 40 - binnen 07-12-2002 |
| Week                                              | 1                                                 | 2                                                 | 3                                                 | 4                                                 | 5                                                 | 6                                                 | 7                                                 | 8                                                 | 9                                                 | 10                                                | 11                                                | 12                                                | 13                                                | 14                                                | 15                                                | 16                                                | 17                                                | 18                                                | 19                                                | 20                                                |                                                   |
| ------------------------------------------------- | ------------------------------------------------- | ------------------------------------------------- | ------------------------------------------------- | ------------------------------------------------- | ------------------------------------------------- | ------------------------------------------------- | ------------------------------------------------- | ------------------------------------------------- | ------------------------------------------------- | ------------------------------------------------- | ------------------------------------------------- | ------------------------------------------------- | ------------------------------------------------- | ------------------------------------------------- | ------------------------------------------------- | ------------------------------------------------- | ------------------------------------------------- | ------------------------------------------------- | ------------------------------------------------- | ------------------------------------------------- | ------------------------------------------------- |
| Nummer                                            | 16                                                | 4                                                 | 1                                                 | 1                                                 | 2                                                 | 2                                                 | 2                                                 | 4                                                 | 4                                                 | 4                                                 | 5                                                 | 6                                                 | 7                                                 | 11                                                | 15                                                | 19                                                | 25                                                | 30                                                | 32                                                | 32                                                | uit                                               |

| Feel in de Nederlandse Single Top 100 - binnen: 07-12-2002 | Feel in de Nederlandse Single Top 100 - binnen: 07-12-2002 | Feel in de Nederlandse Single Top 100 - binnen: 07-12-2002 | Feel in de Nederlandse Single Top 100 - binnen: 07-12-2002 | Feel in de Nederlandse Single Top 100 - binnen: 07-12-2002 | Feel in de Nederlandse Single Top 100 - binnen: 07-12-2002 | Feel in de Nederlandse Single Top 100 - binnen: 07-12-2002 | Feel in de Nederlandse Single Top 100 - binnen: 07-12-2002 | Feel in de Nederlandse Single Top 100 - binnen: 07-12-2002 | Feel in de Nederlandse Single Top 100 - binnen: 07-12-2002 | Feel in de Nederlandse Single Top 100 - binnen: 07-12-2002 | Feel in de Nederlandse Single Top 100 - binnen: 07-12-2002 | Feel in de Nederlandse Single Top 100 - binnen: 07-12-2002 | Feel in de Nederlandse Single Top 100 - binnen: 07-12-2002 | Feel in de Nederlandse Single Top 100 - binnen: 07-12-2002 | Feel in de Nederlandse Single Top 100 - binnen: 07-12-2002 | Feel in de Nederlandse Single Top 100 - binnen: 07-12-2002 | Feel in de Nederlandse Single Top 100 - binnen: 07-12-2002 | Feel in de Nederlandse Single Top 100 - binnen: 07-12-2002 | Feel in de Nederlandse Single Top 100 - binnen: 07-12-2002 | Feel in de Nederlandse Single Top 100 - binnen: 07-12-2002 | Feel in de Nederlandse Single Top 100 - binnen: 07-12-2002 | Feel in de Nederlandse Single Top 100 - binnen: 07-12-2002 | Feel in de Nederlandse Single Top 100 - binnen: 07-12-2002 | Feel in de Nederlandse Single Top 100 - binnen: 07-12-2002 | Feel in de Nederlandse Single Top 100 - binnen: 07-12-2002 | Feel in de Nederlandse Single Top 100 - binnen: 07-12-2002 | Feel in de Nederlandse Single Top 100 - binnen: 07-12-2002 |
| Week                                                       | 1                                                          | 2                                                          | 3                                                          | 4                                                          | 5                                                          | 6                                                          | 7                                                          | 8                                                          | 9                                                          | 10                                                         | 11                                                         | 12                                                         | 13                                                         | 14                                                         | 15                                                         | 16                                                         | 17                                                         | 18                                                         | 19                                                         | 20                                                         | 21                                                         | 22                                                         | 23                                                         | 24                                                         | 25                                                         | 26                                                         |                                                            |
| ---------------------------------------------------------- | ---------------------------------------------------------- | ---------------------------------------------------------- | ---------------------------------------------------------- | ---------------------------------------------------------- | ---------------------------------------------------------- | ---------------------------------------------------------- | ---------------------------------------------------------- | ---------------------------------------------------------- | ---------------------------------------------------------- | ---------------------------------------------------------- | ---------------------------------------------------------- | ---------------------------------------------------------- | ---------------------------------------------------------- | ---------------------------------------------------------- | ---------------------------------------------------------- | ---------------------------------------------------------- | ---------------------------------------------------------- | ---------------------------------------------------------- | ---------------------------------------------------------- | ---------------------------------------------------------- | ---------------------------------------------------------- | ---------------------------------------------------------- | ---------------------------------------------------------- | ---------------------------------------------------------- | ---------------------------------------------------------- | ---------------------------------------------------------- | ---------------------------------------------------------- |
| Nummer                                                     | 29                                                         | 6                                                          | 1                                                          | 2                                                          | 2                                                          | 2                                                          | 3                                                          | 5                                                          | 8                                                          | 9                                                          | 10                                                         | 11                                                         | 11                                                         | 13                                                         | 17                                                         | 25                                                         | 34                                                         | 42                                                         | 43                                                         | 49                                                         | 51                                                         | 55                                                         | 57                                                         | 66                                                         | 69                                                         | 77                                                         | uit                                                        |

### NPO Radio 2 Top 2000
| Nummer met noteringen in de NPO Radio 2 Top 2000 | '04 | '05 | '06 | '07 | '08 | '09 | '10 | '11 | '12 | '13 | '14 | '15 | '16 | '17 | '18 | '19 | '20 | '21 | '22 | '23 | '24 |
| ------------------------------------------------ | --- | --- | --- | --- | --- | --- | --- | --- | --- | --- | --- | --- | --- | --- | --- | --- | --- | --- | --- | --- | --- |
| Feel                                             | 229 | 45  | 52  | 127 | 108 | 126 | 145 | 206 | 163 | 208 | 296 | 318 | 329 | 380 | 399 | 433 | 467 | 668 | 624 | 548 | 590 |

1. ↑  Een vetgedrukt getal geeft de hoogste notering aan.
2. ↑  2004 was het eerste jaar met een notering voor dit nummer.